# Pivovar Dolejší Kunčice
Pivovar Dolejší Kunčice je zaniklý pivovar, který vařil pivo v Dolejších Kunčicích – dříve samostatná obec, dnes místní část Fulneku.

## Historie
Obyvatelé Dolejších Kunčic měli, jako většina zdejších osadníků, právo vařit si doma své pivo. Na mnoha místech přestali lidé časem tohoto práva využívat. V Dolejších Kunčicích si však pivní regál (právo várenské), koupil od vrchnosti v roce 1812 zdejší rychtář Franz Anton Teltschik. Ten také začal v budově na břehu Husího potoka vařit pivo a dodávat je do hostince u hlavní silnice. Poměrně krátká historie pivovaru skončila roku 1873, kdy jej musel rychtář z finančních důvodů prodat.